# Coupe du monde B de combiné nordique 1998
Navigation
1996 — 1997 1998 — 1999
| \| Gällivare Taivalkoski Vuokatti Klingenthal Reit im Winkl Eisenerz Baiersbronn Štrbské Pleso \| Les sites des compétitions |
| Gällivare Taivalkoski Vuokatti Klingenthal Reit im Winkl Eisenerz Baiersbronn Štrbské Pleso                                  |

La coupe du monde B de combiné nordique 1997 — 1998 fut la huitième édition de la coupe du monde B de combiné nordique, compétition de combiné nordique organisée annuellement de 1991 à 2008 et devenue depuis la coupe continentale.
Elle s'est déroulée du 7 décembre 1997 au 14 mars 1998, en 11 épreuves.
Cette coupe du monde B vit se dérouler pour la première fois des épreuves en Suède : la compétition a commencé dans la station suédoise de Gällivare. Elle a par la suite fait étape au cours de la saison
en Finlande (Taivalkoski et Vuokatti),
en Allemagne (Klingenthal, Reit im Winkl et Baiersbronn),
en Autriche (Eisenerz),
pour s'achever en Slovaquie, à Štrbské Pleso.
Elle a été remportée par le norvégien Lars Andreas Østvik.

## Classement général
| Rang | Nom                  |
| ---- | -------------------- |
| 1    | Lars Andreas Østvik  |
| 2    | Gen Tomii            |
| 3    | Preben Fjære Brynemo |
| 4    | Frédéric Baud        |
| 5    | Jean-Yves Cuendet    |
| 6    | Andrea Cecon         |
| 7    | Nicolas Bal          |
| 8    | Sverre Rotevatn      |
| 9    | Tony Kilponen        |
| 10   | David Kreiner        |
| 11   | Kari Manninen        |
| 12   | Roman Perko          |

## Résultats
| Étape | Date            | Épreuve     | Vainqueur        | Deuxième               | Troisième       |
| ----- | --------------- | ----------- | ---------------- | ---------------------- | --------------- |
| 1     | 7 décembre 1997 | K90 / 15 km | Dmitri Sinitsyne | Vladimir Łysenine (ru) | Denis Tyszagine |

| Étape | Date             | Épreuve      | Vainqueur       | Deuxième     | Troisième        |
| ----- | ---------------- | ------------ | --------------- | ------------ | ---------------- |
| 2     | 14 décembre 1997 | K120 / 15 km | Kenneth Braaten | Satoshi Mori | Thorsten Schmitt |

| Étape | Date             | Épreuve      | Vainqueur        | Deuxième        | Troisième          |
| ----- | ---------------- | ------------ | ---------------- | --------------- | ------------------ |
| 3     | 17 décembre 1997 | K120 / 15 km | Dmitri Sinitsyne | Topi Sarparanta | Mikko Keskinarkaus |

| Étape | Date           | Épreuve      | Vainqueur           | Deuxième      | Troisième         |
| ----- | -------------- | ------------ | ------------------- | ------------- | ----------------- |
| 4     | 7 janvier 1998 | K80 / 7,5 km | Lars Andreas Østvik | Frédéric Baud | Jean-Yves Cuendet |
| 5     | 8 janvier 1998 | K80 / 15 km  | Thorsten Schmitt    | Andrea Cecon  | Sverre Rotevatn   |

| Étape | Date            | Épreuve      | Vainqueur         | Deuxième        | Troisième    |
| ----- | --------------- | ------------ | ----------------- | --------------- | ------------ |
| 6     | 11 janvier 1998 | K90 / 7,5 km | Tsugiharu Ogiwara | Sverre Rotevatn | Andrea Cecon |

|                                                                                        |  |  |  |  |  |  |
| Saint-Moritz Championnats du monde junior de ski nordique 1998 (de) (21 au 25 janvier) |  |  |  |  |  |  |
|                                                                                        |  |  |  |  |  |  |

| Étape | Date            | Épreuve     | Vainqueur      | Deuxième            | Troisième |
| ----- | --------------- | ----------- | -------------- | ------------------- | --------- |
| 7     | 27 janvier 1998 | K90 / 15 km | Sven Koch (de) | Lars Andreas Østvik | Gen Tomii |

| Étape | Date            | Épreuve      | Vainqueur            | Deuxième            | Troisième    |
| ----- | --------------- | ------------ | -------------------- | ------------------- | ------------ |
| 8     | 27 février 1998 | K90 / 7,5 km | Jean-Yves Cuendet    | Lars Andreas Østvik | Andrea Cecon |
| 9     | 28 février 1998 | K90 / 7,5 km | Preben Fjære Brynemo | Jan Rune Grave      | Andrea Cecon |

| Étape | Date         | Épreuve       | Vainqueur         | Deuxième             | Troisième     |
| ----- | ------------ | ------------- | ----------------- | -------------------- | ------------- |
| 10    | 13 mars 1998 | K120 / 15 km  | Jean-Yves Cuendet | Lars Andreas Østvik  | Frédéric Baud |
| 11    | 14 mars 1998 | K120 / 7,5 km | Andrea Cecon      | Preben Fjære Brynemo | Gen Tomii     |